# Borsdorf
Borsdorf è un comune di 8 195 abitanti della Sassonia, in Germania.
Appartiene al circondario (Landkreis) di Lipsia (targa L).